# Philus neimeng
Philus neimeng is een keversoort uit de familie Vesperidae. De wetenschappelijke naam van de soort werd in 2003 gepubliceerd door Wang.